# Lernanthropus brevoortiae
Lernanthropus brevoortiae (лат.) — вид веслоногих ракообразных из семейства Lernanthropidae. Паразитируют на жабрах сельдевых рыб, в том числе атлантического менхэдена (Brevoortia tyrannus), Brevoortia patronus, Pomolobus mediocris.